# Hugh Douglas
Hugh Lamont Douglas (Mansfield, 23 agosto 1971) è un ex giocatore di football americano statunitense che ha giocato nel ruolo di defensive end nella National Football League. Fu scelto come 16º assoluto nel Draft NFL 1995 dai New York Jets. Al college ha giocato a football alla Central State University.

## Carriera professionistica
Douglas fu scelto nel primo giro del Draft 1995 dai New York Jets e scambiato con i Philadelphia Eagles prima della stagione 1998 per due scelte del draft. Dopo avere trascorso la stagione 2003 con i Jacksonville Jaguars, fece ritorno agli Eagles 2004. Douglas è al quarto posto nella classifica di tutti i tempi della franchigia per sack in carriera dietro Reggie White (124), Clyde Simmons (76,5) e Trent Cole (57), con 54,5 in sei stagioni. Fu svincolato prima della stagione 2005 ma assunto nella dirigenza poco dopo.
Il 5 novembre 2005, Douglas fu coinvolto in un diverbio con l'ex compagno agli Eagles Terrell Owens, che era nel mezzo di una guerra con la società. Owens fu sospeso dalla squadra e successivamente svincolato per non essersi pienamente scusato dell'accaduto e per i suoi commenti denigratori nei confronti del quarterback degli Eagles Donovan McNabb.

## Palmarès

### Franchigia
- National Football Conference Championship: 1

Philadelphia Eagles: 2004

### Individuale
- Convocazioni al Pro Bowl: 3

2000, 2001, 2002
- All-Pro: 2

2000, 2002
- Rookie difensivo dell'anno - 1995
- PFWA All-Rookie Team - 1995

## Statistiche
| Tackle     | 361  |
| Sack       | 80,0 |
| Intercetti | 1    |